# Aloeides pallida
Aloeides pallida är en fjärilsart som beskrevs av Riley 1938. Aloeides pallida ingår i släktet Aloeides och familjen juvelvingar. Inga underarter finns listade i Catalogue of Life.